# Арзамасский кремль
Арзамасский кремль — историческая крепость в Арзамасе, с основания которой в 1572 году началась история города.

## История
Малолюдный прежде юг Нижегородской области начал активно заселяться после взятия Казани в 1552 году и прекращения разорительных для края русско-казанских войн. Однако опасность кочевнических набегов из южных степей сохранялась, из-за чего возникла необходимость в укреплённых опорных пунктах. Годом основания Арзамасской крепости считается 1572 год. Крепость с дубовыми стенами имела значительный гарнизон и вооружение и сохраняла своё значение до второй половины XVII века, когда угроза кочевнических нападений в этих землях снизилась. В 1650 году южная часть стены сгорела, но была восстановлена, охватив ещё большую территорию. Арзамасский кремль простоял до 1726 года, когда был уничтожен пожаром. За время своего существования он ни разу не подвергался осадам и нападениям, однако сыграл очень важную роль как опорный пункт правительственных войск, участвовавших в подавлении Разинского восстания.

## Описание крепости
Башни и стены Арзамасской крепости располагались на высоком мысу, образованном рекой Тёшей и оврагом, по которому протекала речка Сорока. О её размерах и очертаниях позволяет судить сохранившийся план Арзамаса середины XVIII века, на котором нанесены крепостные стены и башни. Арзамасский кремль имел форму неправильного треугольника, продиктованную условиями рельефа местности. Стены и башни с западной стороны проходили вдоль гребня высокой горы над Тёшей и её поймой. Условия рельефа местности почти полностью исключали возможность организованного штурма в этом месте, из-за чего здесь отсутствовали вал и ров. Северная напольная сторона кремля была усилена рвом и валом, по которому проходила стена. Вал в настоящее время полностью срыт, однако следы рва сохранились в виде ряда понижений рельефа местности. На месте его выхода к берегу Тёши образовался овраг. Южная сторона крепости образована оврагом, по которому протекала речка Сорока. Вал в этом месте также не сохранился, однако о рве свидетельствует цепь расположенных один за другим искусственных водоёмов. С помощью верхней плотины, видимо, достигалось и частичное заполнение рва водой с северной стороны.
Крепостная стена была составлена из городен, о её толщине и высоте нет данных. Периметр цепи стен и башен Арзамасского кремля составлял около 2350 м. Башни крепости были шестиугольными и по размерам и формам близкими к проезжим башням Лысковской крепости. По сохранившимся документам крепость поначалу имела одиннадцать, и после перестройки 1650 года двенадцать башен, из которых четыре были проезжими. Известны названия трёх из проезжих башен — Стрелецкая, Кузнечная и Настасьинская. От Настасьинской башни, названной так в честь умершей жены Ивана Грозного Анастасии Романовны, вниз под гору вёл сохранившийся доныне съезд к мосту через Тёшу. На восточной стороне крепости ворот в первое время не существовало. Лишь в XVII веке здесь были устроены «проломные» ворота.
В южной части кремля с момента его постройки находилась церковь во имя Архистратига Михаила, на месте которой в середине XVII века был построен Воскресенский собор, первоначально деревянный, затем каменный. Справа от Настасьинских ворот с внешней стороны кремля находился женский Свято-Николаевский монастырь, частокол вокруг которого называли «малым острогом».